# Alf Sommerfelt
Alf Axelssøn Sommerfelt, född 23 november 1892 i Trondheim, död 12 oktober 1965 i Nes, var en norsk språkforskare och professor i allmän språkvetenskap vid Oslo universitet mellan 1931 och 1962. Han studerade bland annat språkvetenskap och keltologi i Paris, och var en av de första som introducerade strukturalismen i Norge.